# Batalla d'Arcadiòpolis (970)
|  | Per a altres significats, vegeu «Batalla d'Arcadiòpolis (1194)». |

La batalla d'Arcadiòpolis fou un fet d'armes esdevingut el 970 entre un exèrcit romà d'Orient menat per Bardes Escler i un altre de la Rus de Kíev amb els seus aliats búlgars, magiars i petxenegs. El príncep rus Sviatoslav havia subjugat el nord de Bulgària en els anys anteriors i amenaçava de continuar les seves conquestes a l'Imperi Romà d'Orient. Els rus havien penetrat a Tràcia i avançaven cap a Constantinoble quan Escler els sortí a l'encontre. Com que estava en inferioritat numèrica, Escler decidí preparar una emboscada i atacar l'exèrcit rus amb una part de les seves tropes. Seguidament, els romans executaren una retirada fingida i reeixiren a atreure els petxenegs cap a l'emboscada. Els posaren en desbandada, encalçaren la resta de l'exèrcit rus i li infligiren nombroses baixes. La importància de la batalla rau en el fet que serví a l'emperador Joan I Tsimiscés per guanyar temps per resoldre dissensions internes abans de llançar una expedició de gran envergadura que acabaria derrotant Sviatoslav l'any següent.